# Сборная Бельгии по регби
Сборная Бельгии по регби представляет Бельгию в международных матчах и соревнованиях по регби-15 высшего уровня. Первый матч команда провела в 1932 году, сыграв вничью с соседями из Нидерландов (6:6). Управляющим органом сборной является Бельгийская федерация регби. Одним из самых известных представителей национальной команды является Жак Рогге, президент Международного олимпийского комитета, который выступал за Бельгию в молодости.

## История
Первый матч сборной состоялся 13 марта 1932 года — Бельгия встречалась с Нидерландами. Затем команды встречались ежегодно в течение пяти лет. Первый матч бельгийцы свели вничью, однако в остальных встречах сильнее становились голландцы. В 1937 году сборная Бельгии провела матчи против Германии и Италии и в обоих проиграла.
В 1950-х годах Бельгия продолжала играть с Нидерландами, а также проводила матчи с Испанией. 1960-е годы отмечены относительным успехом для команды: бельгийцы смогли сыграть вничью с Португалией. В следующем десятилетии команда преимущественно выигрывала, расширив круг своих соперников, аналогичным образом ситуация складывалась и в 1980-х годах. В конце 1980-х сборная показала серию из шести победных матчей. Тогда же регбисты Бельгии стали чаще встречаться со своими принципиальными соперниками. Перед Чемпионатом мира 2007 года бельгийцы сыграли с Аргентиной, а весной 2008 года провели встречу с международной сборной «Барберианс».
Сборная Бельгии играет в дивизионе 1A Европейского кубка наций, который является первым дивизионом ЕКН и вторым дивизионом европейского регби, учитывая верховенствующий Кубок шести наций. Выход в число лучших команд, не участвующих в Кубке шести наций, состоялся по итогам сезона 2010/2012. Отныне Бельгия будет сражаться с такими командами, как Грузия, Испания, Португалия, Россия и Румыния.

## Результаты

### Чемпионат мира
- 1987: не приглашены
- 1991—2019: не прошли отбор

### Кубок европейских наций
- 1937: 9-е место
- 1952: 9-е место
- 1954: 9-е место
- 1966: 15-е место, 3-е место в группе «B»
- 1968: 15-е место, 4-е место в группе «B»
- 1969: 12-е место, 3-е место в группе «B»
- 1975: 15-е место, 5-е место в группе «B»
- 1976: 15-е место, 4-е место в группе «B»
- 1984: 14-е место, 3-е место в группе «B»
- 1989: 11-е место, 2-е место в группе «B»
- 1990: 13-е место, 4-е место в группе «B1»
- 1992: 11-е место, 2-е место в группе «B1»
- 1994: 12-е место, 3-е место в группе «A2»
- 1996: 14-е место, 10-е место в группе «A»
- 1997: 14-е место, 7-е место в группе «A»
- 2000: 24-е место, 6-е место в группе «2B»
- 2002: 25-е место, 1-е место в группе «C»
- 2004: 23-е место, 5-е место в группе «2B»
- 2006: 20-е место, 2-е место в группе «2B»
- 2008: 14-е место, 2-е место в группе «2A»
- 2010: 14-е место, 2-е место в группе «2A»
- 2012: 13-е место, 1-е место в группе «1B»
- 2014: 12-е место, 6-е место в группе «1A»
- 2016: 13-е место, 1-е место в группе «1B»

## Тренеры
- Ришар Макклинток[фр.] (2004—2014)
- Гийом Айяк (2014—?)
- Фредерик Коку (—2022)
- Крис Крэкнелл[англ.] (2022)
- Майк Форд[англ.] (2022—н.в.)

## Некоторые известные игроки
- Рогге, Жак (16-кратный чемпион страны)
- Алан Уильямс[фр.] (рекордсмен по набранным очкам: 693)
- Бергер, Жульен (игрок «Атлантик Стад Рошле»)
- Жан Рей[фр.]
- д'Хооге, Дезире[фр.]
- Хана, Сириль[фр.]
- Ванден Берген, Саша[фр.]
- Фурно, Шарли[фр.]
- Николас Меус[фр.]
- Пирон, Гийом[фр.]
- Венде, Норман[фр.]
- Дебати, Кристоф[фр.]
- Торфс, Йенс[фр.]